# 湘南ハイランド
湘南ハイランド（しょうなんハイランド）は、神奈川県横須賀市の南部に位置する地名（横須賀市ハイランド）、住宅街の名称である。
山万が東京進出後に手がけた宅地開発事業の第1弾。山林を切り開いて造成し、建売住宅と共に販売した分譲地。日本で初めてのカタカナの町名でもある。地名（横須賀市ハイランド）とは別に分譲地名称として、「湘南ハイランド」と呼ばれる。

## 特色
三浦半島の南東側に位置し、北に東京湾東に浦賀水道西に遠く相模湾や富士山、水平線越しに房総半島や伊豆大島なども眺望する。高台に設置され、域内にはテニスコートや縦50メートルのプールを設備するハイランドスポーツセンターなどがあり、広い街区（分譲当時は1区画200平方メートル以上のみ）で閑静な住宅街を形成する。域内への流入出路で自動車通行可能箇所が少ないうえ、朝などは一方通行になる箇所も多く、慢性的な渋滞が課題となっている。

## 町名のハイランド
ハイランドは、神奈川県横須賀市の地名。現行行政地名はハイランド一丁目からハイランド五丁目。住居表示実施済区域。

### 世帯数と人口
2023年（令和5年）4月1日現在（横須賀市発表）の世帯数と人口は以下の通りである。
| 丁目             | 世帯数    | 人口    |
| ---------------- | --------- | ------- |
| ハイランド一丁目 | 1,003世帯 | 2,262人 |
| ハイランド二丁目 | 854世帯   | 1,839人 |
| ハイランド三丁目 | 852世帯   | 1,898人 |
| ハイランド四丁目 | 1,067世帯 | 2,322人 |
| ハイランド五丁目 | 540世帯   | 1,154人 |
| 計               | 4,316世帯 | 9,475人 |

#### 人口の変遷
国勢調査による人口の推移。
| 年                 | 人口   |
| ------------------ | ------ |
| 1995年（平成7年）  | 10,858 |
| 2000年（平成12年） | 10,276 |
| 2005年（平成17年） | 9,874  |
| 2010年（平成22年） | 9,770  |
| 2015年（平成27年） | 9,577  |
| 2020年（令和2年）  | 9,241  |

#### 世帯数の変遷
国勢調査による世帯数の推移。
| 年                 | 世帯数 |
| ------------------ | ------ |
| 1995年（平成7年）  | 3,529  |
| 2000年（平成12年） | 3,591  |
| 2005年（平成17年） | 3,693  |
| 2010年（平成22年） | 3,794  |
| 2015年（平成27年） | 3,808  |
| 2020年（令和2年）  | 3,800  |

### 学区
市立小・中学校に通う場合、学区は以下の通りとなる（2022年3月時点）。
| 丁目             | 番・番地等 | 小学校               | 中学校               |
| ---------------- | ---------- | -------------------- | -------------------- |
| ハイランド一丁目 | 全域       | 横須賀市立神明小学校 | 横須賀市立神明中学校 |
| ハイランド二丁目 | 全域       | 横須賀市立粟田小学校 | 横須賀市立野比中学校 |
| ハイランド三丁目 | 全域       | 横須賀市立粟田小学校 | 横須賀市立野比中学校 |
| ハイランド四丁目 | 全域       | 横須賀市立神明小学校 | 横須賀市立神明中学校 |
| ハイランド五丁目 | 全域       | 横須賀市立神明小学校 | 横須賀市立神明中学校 |

### 事業所
2021年（令和3年）現在の経済センサス調査による事業所数と従業員数は以下の通りである。
| 丁目             | 事業所数  | 従業員数 |
| ---------------- | --------- | -------- |
| ハイランド一丁目 | 30事業所  | 132人    |
| ハイランド二丁目 | 23事業所  | 167人    |
| ハイランド三丁目 | 23事業所  | 113人    |
| ハイランド四丁目 | 35事業所  | 133人    |
| ハイランド五丁目 | 19事業所  | 55人     |
| 計               | 130事業所 | 600人    |

#### 事業者数の変遷
経済センサスによる事業所数の推移。
| 年                 | 事業者数 |
| ------------------ | -------- |
| 2016年（平成28年） | 137      |
| 2021年（令和3年）  | 130      |

#### 従業員数の変遷
経済センサスによる従業員数の推移。
| 年                 | 従業員数 |
| ------------------ | -------- |
| 2016年（平成28年） | 584      |
| 2021年（令和3年）  | 600      |

### その他

#### 日本郵便
- 郵便番号 : 239-0833[4]（集配局 : 久里浜郵便局[16]）。

## 交通
最寄駅は京急久里浜線の京急久里浜駅、JR横須賀線久里浜駅のいずれであり、域内へ京浜急行バスが乗り入れている。

## 施設
- 横須賀市立粟田小学校
- 横須賀ハイランド郵便局[17]